# Karl Theodor Robert Luther
Karl Theodor Robert Luther (16 aprile 1822 – 15 febbraio 1900) è stato un astronomo tedesco.
Trascorse la sua carriera lavorando a Düsseldorf presso l'omonimo osservatorio, da dove scoprì, lungo l'arco di tutta la sua vita, 24 asteroidi.
Oggigiorno si conoscono alcune proprietà peculiari di due asteroidi scoperti da Luther: Antiope è in realtà un interessante asteroide binario, e Glauke presenta un periodo di rotazione estremamente lungo.
Gli sono stati dedicati l'asteroide Luthera e il cratere Luther sulla superficie della Luna.

## Asteroidi scoperti
Luther ha scoperto 24 asteroidi (lista completa):
| Asteroide      | Data della scoperta |
| -------------- | ------------------- |
| 17 Thetis      | 17 aprile 1852      |
| 26 Proserpina  | 5 maggio 1853       |
| 28 Bellona     | 1º marzo 1854       |
| 35 Leukothea   | 19 aprile 1855      |
| 37 Fides       | 5 ottobre 1855      |
| 47 Aglaja      | 15 settembre 1857   |
| 53 Kalypso     | 4 aprile 1858       |
| 57 Mnemosyne   | 22 settembre 1859   |
| 58 Concordia   | 24 marzo 1860       |
| 68 Leto        | 29 aprile 1861      |
| 71 Niobe       | 13 agosto 1861      |
| 78 Diana       | 15 marzo 1863       |
| 82 Alkmene     | 27 novembre 1864    |
| 84 Klio        | 25 agosto 1865      |
| 90 Antiope     | 1º ottobre 1866     |
| 95 Arethusa    | 23 novembre 1867    |
| 108 Hecuba     | 2 aprile 1869       |
| 113 Amalthea   | 12 marzo 1871       |
| 118 Peitho     | 15 marzo 1872       |
| 134 Sophrosyne | 27 settembre 1873   |
| 241 Germania   | 12 settembre 1884   |
| 247 Eukrate    | 14 marzo 1885       |
| 258 Tyche      | 4 maggio 1886       |
| 288 Glauke     | 20 febbraio 1890    |